# Crotalaria oxyphylla
Crotalaria oxyphylla är en ärtväxtart som beskrevs av Hermann August Theodor Harms. Crotalaria oxyphylla ingår i släktet sunnhampor, och familjen ärtväxter. Inga underarter finns listade i Catalogue of Life.